# L'illa del tresor (pel·lícula de 1999)
L'illa del tresor (títol original en anglès: Treasure Island) és una pel·lícula britànico-canadenca de 1999 dirigida per Peter Rowe, basada en el llibre homònim de Robert Louis Stevenson. És protagonitzada per Kevin Zegers, David Robb, Jake Fry, Patrick Bergin i Jake Palance. La pel·lícula es va estrenar el 1999 al Canadà. Una adaptació del clàssic d'aventures de Robert Louis Stevenson, en el qual un nen anomenat Jim Hawkins inicia un viatge equipat amb un mapa per trobar un tresor enterrat.

## Argument
Adaptació de la cèlebre novel·la d'aventures de Robert Louis Stevenson (1850-1894), que va ser publicada en 1883. Jim Hawkins és un noi que treballa en la fonda dels seus pares. Un dia apareix per allí Bill Brown, un vell mariner que fuig dels seus antics camarades. Té una cicatriu en el rostre i un vell cofre que conté el plànol d'un tresor. En morir, l'hi lliura a Jim Hawkins

## Repartiment
- Jack Palance: John Silver El Llarg
- Kevin Zegers: Jim Hawkins
- David Robb: Dr. Livesey
- Patrick Bergin: Billy Bones
- Malcolm Stoddard: Capità Smollett
- Jake Fry: Morgan
- Dermot Keaney: Israel Hands